# 槟城华人
檳城人，亦稱庇能儂，是指居住在馬來西亞檳城州之檳島及威省具有完全或部分華人（福建族、客家族、廣府族、潮州族等）血統的馬來西亞華人。截至2020年，檳城近45%的人口屬於華裔，使華裔成為該州最大的群體。
多數的庇能儂都是在18世紀至20世紀初從清代華南移民南洋尋找生計的華商、華工的移民者後裔。最早來到檳城的華人是來自福建省的泉漳民族，他們定居在由英國殖民者開埠的喬治市，並有一部分與當地馬來人通婚，成爲海峽華人的一部分。19世紀中葉，檳城首府喬治市是海峽華人的主要社區，由於他們忠於英國王室，因而被海峽殖民地政府稱爲（國王的華民）。在英殖民統治下，更多華人來到檳城兩岸尋找生計，這些人被稱爲「新客」，以區別比他們更早來的海峽華人。
檳城是馬來亞唯一自獨立以來領導州政府的首席部長一直由華人擔任的州屬。周仰傑等知名人士都來自檳城，為提升該國的國際形像做出了巨大貢獻。

## 名稱
檳城人作爲馬來西亞華人一員，有時會以華語自稱為「華人」這一籠統的泛稱，與其他地區華人無異。部分福建話使用者也自稱「唐儂」（白話字：Tn̂g-lâng）以及「庇能儂」（白話字：Pī-né͘ng-lâng）或是以自身所屬的民族 —福建族、潮州族、客家族、新寧族、海南族自稱。

## 語言和民族
多數檳城華人都祖籍福建省閩南（1957年佔檳城華人38%），他們從家鄉帶來了以漳州腔為主的泉漳閩南話，並大量從馬來語引入借詞而形成了庇能福建話（白話字：Pī-né͘ng Hok-kiàn-ōa），為北馬各地福建話中較為著名的其中一種語言。
根據2010年馬來西亞語言人口普查，也許包括海峽華人在內，大多數檳城華人以福建話為母語，一部分則以潮州話和廣府話為母語，並且在檳城各地還有些較小的客家和海南社群。
| 民族              | 巴仙率（%） |
| ----------------- | ----------- |
| 福建族            | 63.9        |
| 潮州族            | 17.8        |
| 廣府族            | 8.3         |
| 客家族            | 5.2         |
| 海南族 （文昌話） | 1.5         |
| 其他              | 3.2         |
| 總計              | 100.0       |